# Luis Mandoki

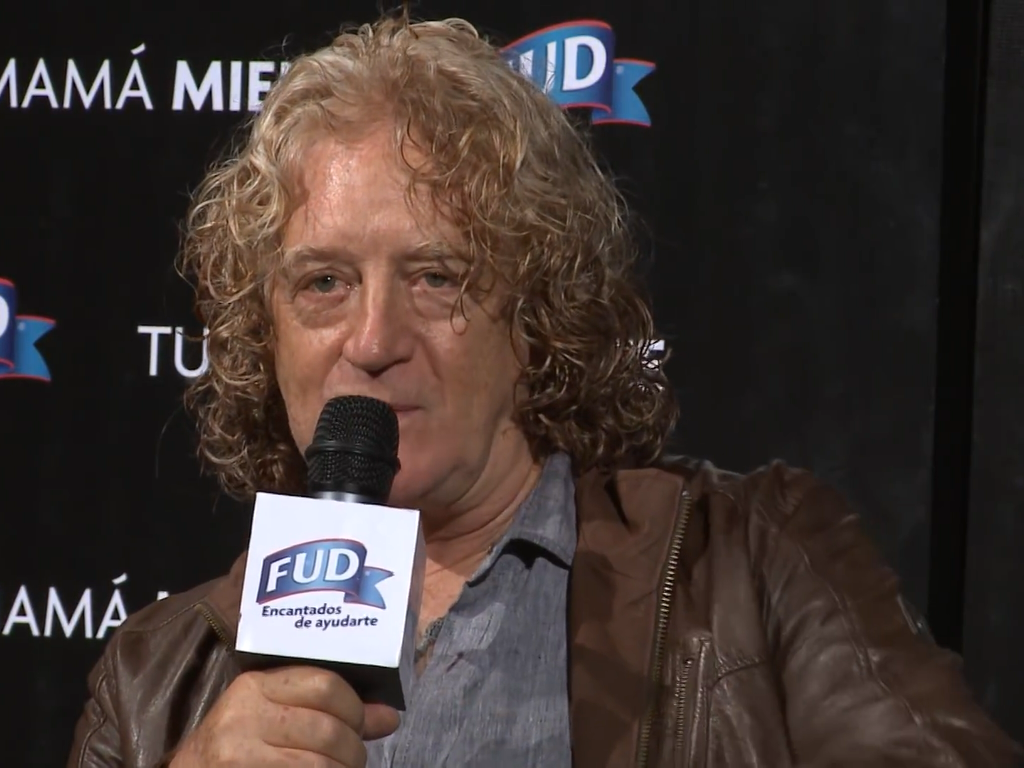
Luis Mandoki

Luis Mandoki (* 1954 in Mexiko-Stadt) ist ein mexikanischer Filmregisseur und Produzent.
Nach einem Kunststudium in Mexiko, anschließend am San Francisco Art Institute und an der University of the Arts London schloss er an der London Film School ab.
Sein Debüt als Regisseur und Produzent gab er 1980 mit dem Film Campeche, un estado de animo. 1987 drehte er mit Gaby – Eine wahre Geschichte seinen ersten englischsprachigen Film über die mexikanische Schriftstellerin und Menschenrechtsaktivistin Gabriela Brimmer, die mit infantiler Zerebralparese geboren wurde. Für deren Darstellung wurde Rachel Chagall bei den Golden Globe Awards 1988 als Beste Hauptdarstellerin nominiert. Der Film wurde für den Jahrgang 1987 unter die Top Ten des National Board of Review gewählt. Erst 17 Jahre später sollte er mit Innocent Voices nach Mexiko zurückkehren. Für diesen Film erhielt er 2005 den Gläsernen Bären. In den Jahren dazwischen inszenierte er einige Hollywood Filme mit Stars wie Meg Ryan und Kevin Costner.

## Filmografie (Auswahl)
- 1987: Gaby – Eine wahre Geschichte (Gaby: A True Story)
- 1990: Frühstück bei ihr (White Palace)
- 1993: Born Yesterday – Blondinen küßt man nicht (Born Yesterday)
- 1994: When a Man Loves a Woman – Eine fast perfekte Liebe (When a Man Loves a Woman)
- 1999: Message in a Bottle – Der Beginn einer großen Liebe (Message in a Bottle)
- 2001: Angel Eyes
- 2002: 24 Stunden Angst (Trapped)
- 2004: Innocent Voices (Voces inocentes)
- 2006: Fraude: México
- 2006: ¿Quién es el señor López? (DVD)
- 2012: Sin Nombre – Life Without Hope (La Vida precoz y breve de Sabina Rivas)